# Jovenel Moïse
Jovenel Moïse (ur. 26 czerwca 1968 w Trou-du-Nord, zm. 7 lipca 2021 w Pétionville) – haitański przedsiębiorca i polityk, kandydat w wyborach prezydenckich w październiku 2015 oraz w powtórnych wyborach w listopadzie 2016, prezydent Haiti od 7 lutego 2017 do 7 lipca 2021, kiedy to został zamordowany.

## Życiorys
Jovenel Moïse urodził się w mieście Trou-du-Nord w Departamencie Północno-Wschodnim. Jego ojciec, Etienne Moïse, był handlarzem i rolnikiem, a matka, Lucia Bruno, krawcową. W 1974 rodzina przeniosła się do Port-au-Prince, gdzie Jovenel Moïse rozpoczął i kontynuował edukację. Początkowo w szkole podstawowej École Don Durelan Dumerlin, po czym w liceum Lycée Toussaint Louverture oraz w Collège Canado-Haïtien. Następnie rozpoczął studia z zakresu nauk politycznych na uniwersytecie Université Quisqueya.
W 1996 poślubił Martine Marie Étienne Joseph, koleżankę z czasów szkolnych, z którą miał troje dzieci. W tym samym roku opuścił stolicę i zamieszkał w Port-de-Paix, gdzie założył swoją pierwszą firmę JOMAR Auto Parts. Zajął się również rolnictwem, zakładając 10-hektarową plantację bananów w Departamencie Północno-Zachodnim. W 2001 zaangażował się w działalność w zakresie gospodarki wodnej, budując elektrownię wodną oraz sieć wodociągową w Departamencie Północno-Zachodnim i Departamencie Północno-Wschodnim.
W 2004 został członkiem Izby Handlu i Przemysłu Departamentu Północno-Zachodniego (CCINO), a wkrótce jej przewodniczącym oraz sekretarzem generalnym Izby Handlu i Przemysłu Haiti (CCIH). W 2008 założył spółkę energetyczną Compagnie Haïtienne d’Energie S.A. (COMPHENER S.A.), która rozpoczęła zaopatrywanie 10 gmin w Departamencie Północno-Zachodnim w energię słoneczną i wiatrową. W 2012 stworzył spółkę Agritrans, działającą w branży rolniczej, przyczyniając się do utworzenia pierwszej na Haiti rolniczej strefy wolnego handlu.
W 2015 prezydent Michel Martelly mianował go kandydatem założonej przez siebie Haitańskiej Partii Tèt Kale (PHTK) w wyborach prezydenckich w październiku 2015, jako że sam nie mógł ubiegać się o urząd. W pierwszej turze wyborów 25 października 2015 Jovenel Moïse zajął pierwsze miejsce z wynikiem 32,8% głosów, wygrywając ze swoim głównym rywalem Jude’em Célestinem, który uzyskał 25,2% głosów. Obaj kandydaci mieli zmierzyć się w drugiej turze wyborów zaplanowanej początkowo na 27 grudnia 2015. Jego rywal nie uznał jednak wyników głosowania, oskarżając władze o fałszerstwa. Jednocześnie w kraju doszło do protestów społecznych sprzeciwiających się fałszowaniu wyborów. W takiej sytuacji prezydent Martelly w grudniu 2015 powołał specjalną komisję, mającą na celu zbadanie procesu wyborczego. Na początku stycznia 2016 komisja stwierdziła nieprawidłowości w jego przebiegu i nakazała jego powtórzenie.
Nowe wybory, przekładane na kolejne miesiące, nie odbyły się przed złożeniem urzędu przez prezydenta Martelly’ego w lutym 2016. Ich data została wyznaczona na 9 października 2016, jednak z powodu przejścia nad Haiti huraganu Matthew wybory ostatecznie odbyły się 20 listopada 2016. Moïse zwyciężył w nich już pierwszej turze, zdobywając 55,7% głosów i ponownie pokonując Jude’a Célestina, który uzyskał 19,5% głosów poparcia. 7 lutego 2017 został zaprzysiężony na stanowisku prezydenta.
Wczesnym rankiem 7 lipca 2021 Moïse został zamordowany przez nieznanych uzbrojonych sprawców w swojej prywatnej rezydencji w Pèlerin 5, jednym z dystryktów Pétionville. Podczas zamachu żona Moïse’a, Martine, została kilkukrotnie postrzelona i jeszcze tego samego dnia po południu przetransportowano ją do szpitala Jackson Memorial Hospital w Miami w Stanach Zjednoczonych. Po ataku obowiązki prezydenta kraju przejął tymczasowy premier Claude Joseph, który w oficjalnym oświadczeniu dla mediów stwierdził, że za morderstwo Moïse’a odpowiedzialna jest „grupa niezidentyfikowanych osób, spośród których niektóre mówiły po hiszpańsku”.

## Odznaczenia
- Order Błyszczącego Jadeitu (Tajwan, 2018)[16]